# Hecatera nigrofasciata
Hecatera nigrofasciata är en fjärilsart som beskrevs av Barend J. Lempke 1940. Hecatera nigrofasciata ingår i släktet Hecatera och familjen nattflyn. Inga underarter finns listade i Catalogue of Life.